# ZFAND6
ZFAND6 (англ. Zinc finger AN1-type containing 6) – білок, який кодується однойменним геном, розташованим у людей на 15-й хромосомі. Довжина поліпептидного ланцюга білка становить 208 амінокислот, а молекулярна маса — 22 555.
| 10         |  | 20         |  | 30         |  | 40         |  | 50         |
| ---------- |  | ---------- |  | ---------- |  | ---------- |  | ---------- |
| MAQETNHSQV |  | PMLCSTGCGF |  | YGNPRTNGMC |  | SVCYKEHLQR |  | QNSSNGRISP |
| PATSVSSLSE |  | SLPVQCTDGS |  | VPEAQSALDS |  | TSSSMQPSPV |  | SNQSLLSESV |
| ASSQLDSTSV |  | DKAVPETEDV |  | QASVSDTAQQ |  | PSEEQSKSLE |  | KPKQKKNRCF |
| MCRKKVGLTG |  | FECRCGNVYC |  | GVHRYSDVHN |  | CSYNYKADAA |  | EKIRKENPVV |
| VGEKIQKI   |  |            |  |            |  |            |  |            |

A: Аланін

C: Цистеїн

D: Аспарагінова кислота

E: Глутамінова кислота

F: Фенілаланін

G: Гліцин

H: Гістидин

I: Ізолейцин

K: Лізин

L: Лейцин

M: Метіонін

N: Аспарагін

P: Пролін

Q: Глутамін

R: Аргінін

S: Серин

T: Треонін

V: Валін

Кодований геном білок за функцією належить до фосфопротеїнів. 
Задіяний у таких біологічних процесах, як апоптоз, транспорт, транспорт білків, ацетилювання, альтернативний сплайсинг. 
Білок має сайт для зв'язування з іонами металів, іоном цинку. 
Локалізований у цитоплазмі.